# Loki, el detectiu misteriós
Loki, el detectiu misteriós (魔探偵ロキ RAGNAROK, Matantei Roki RAGNAROK) és una sèrie de manga creada per Sakura Kinoshita, publicada d'agost de 1999 a octubre de 2004.

Una adaptació a anime de 26 episodis es va emetre per primer cop al Japó el 5 d'abril de 2003 per TV Tokyo i va obtenir un gran èxit d'audiència gràcies a l'excel·lent disseny de personatges de Mariko Oka, a la bona planificació d'escenes, animació i a un guió atractiu. A Catalunya, fou estrenada el 27 de gener de 2005 fins al 28 de juliol de 2005 pel canal K3, reemetent-se posteriorment en diverses ocasions.

## Argument
El protagonista de l'anime és en Loki, un Déu Nòrdic que ha estat expulsat del regne d'Odín per un succés misteriós. En Loki, per tornar al Regne dels Déus Nòrdics haurà d'aconseguir esbrinar alguns misteris i superar un munt de proves; però en Loki no està sol en les seves aventures, sinó que l'acompanyen en Ryusuke Yamino, el seu ajudant, i la Mayura Daidoji, una noia a qui li encanta resoldre misteris, i molts més amics que trobaran pel camí en la sèrie.

## Anime
Loki, el detectiu misteriós és una sèrie produïda per Studio Deen i té tots els ingredients per convertir-se en una sèrie amb tants fans com "El detectiu Conan", una altra sèrie manga que també s'inspira en el món dels detectius que a la dècada de 1990 va tenir un gran èxit dins i fora del Japó.
Tant Loki, el detectiu misteriós com el Detectiu Conan van ser emeses per primera vegada a Espanya per Televisió de Catalunya al canal K3 dins del programa 3xl.net, reemetent-se posteriorment en diverses ocasions.